# Pareumelea fimbriata
Pareumelea fimbriata är en fjärilsart som beskrevs av Stoll 1782. Pareumelea fimbriata ingår i släktet Pareumelea och familjen mätare. Inga underarter finns listade i Catalogue of Life.